# Stora Teatern
Stora Teatern (первоначально известный как Nya Theatern) — шведский музыкальный театр, открытый в Гётеборге в 1859 году.

## История и деятельность

### Предыстория
В 1814—1816 годах в Гётеборге был образован театр Segerlindska teatern, построенный Лаврентием Сегерлиндом. Театр стал вторым по величине театром в Швеции после Королевской оперы в Стокгольме. Однако работа театра не принесла положительных финансовых результатов и он был передан его инвесторам. В ноябре 1819 года в Гётеборге был открыт театр Comediehuset, созданный коллегой Сегерлинда — Людвигом Хроном (Ludvig Hinrik Chron). Но в 1833 году и этот театр прекратил свое существование.
Около 1850 года в городе начали формироваться планы по созданию нового театра; движущей силой этой идеи был Свен Адольф Хедлунд — член парламента, публицист и совладелец шведской ежедневной газеты Göteborgs Handels- och Sjöfartstidning. Консул Густав Крафт (Gustaf Krafft) также серьёзно отнесся к созданию нового театра и стал руководителем консорциума Nya Theateraktiebolaget, созданного в 1855 году, получив для здания театра бесплатный участок в парке Kungsparken. Строительство театра продолжалось с 1856 по 1859 год.

### Nya Theatern
Новый театр Гётеборга был открыт 15 сентября 1859 года под названием Nya Theatern. Премьерным спектаклем стал «Konung Carl den Tionde Gustaf» Жанетты Стьернстрём, в котором её муж актёр и режиссёр Эдвард Стьернстрём играл короля-воина. В течение первых шестидесяти лет Nya Theatern был драматическим театром, где преимущественно ставили оперы и оперетты. Когда в Гётеборге в 1916 году начал свою работу Lorensbergsteatern, Nya Theatern превратился в основном в лирический театр.
В первые годы существования театра в нём не было постоянной труппы и в театре работали передвижные театральные коллективы из Швеции и Финляндии. В 1869 году была предпринята первая попытка сформировать постоянную труппу под руководством Фердинанда Стракоша и Людвига Йозефсона, но безуспешно. Между 1870 и 1874 годами театральная труппа Вильгельма Омана настолько регулярно выступала в Nya Theatern, что она считалось практически постоянным коллективом театра. Но всё равно финансовый результат работы театра был неудовлетворительным, и его собственником стал Август Рингнер (August Ringnér), который купил театр на аукционе 19 сентября 1871 года. И только в 1875 году в Nya Theatern был сформирован первый постоянный театральный коллектив.

### Stora Teatern
В 1880 году театр получил свое нынешнее название — Stora Teatern и стал частным театром под покровительством нескольких разных владельцев. Летом 1886 года театр был основательно отремонтирован, на средства его режиссёра Лоренца Лундгрена., во всех помещениях театра появилось электрическое освещение. Торговец Бринкман из Копенгагена унаследовал театр, но перепродал его Альберту Ранфту 20 февраля 1899 года.
До 1910 года театральный бизнес хорошо развивался, но перед Первой мировой войной дела пошли на спад, в том числе из-за отсутствия какой бы то ни было поддержки государства. Ранфт в начале 1917 года решил продать Stora Teatern. Компания AB Göteborgs Intressenter купила театр и её управляющий Кнут Хусберг (Knut Husberg) разработал планы переоборудования помещения под кинотеатр и вёл переговоры с гётеборгским кинотеатром Cosmorama. Но общественные протесты в Гётеборге против этой продажи были очень обширны. В марте 1917 года в сложившуюся ситуацию вмешался Аксель Фромель (Axel Fromell) — директор банка и председатель театральной ассоциации «Storan». Он подписал гарантии на 1 миллион шведских крон и создал гарантийный консорциум. Представители консорциума встретились с руководством «Cosmorama», им удалось заключить соглашение об аннулировании прежнего договора купли-продажи, и Stora Teatern был приобретен консорциумом. С 1920 года театр стал собственностью компании AB Göteborgs Lyrica Teater.
С 1920 по 1994 год Stora Teatern был главной сценой Гётеборга для представления опер, оперетт и мюзиклов. В 1994 году крупные постановки этого театра переехали в новый Городской театр Гётеборга.

### Современность
17 марта 2003 года было подписано соглашение Шведской организации по интересам художников и музыкантов (SAMI) со шведской компанией по недвижимости Higab об аренде здания Stora Teatern для целей и в интересах шведских художников и музыкантов. Higab отремонтировала интерьер здания и создала в нём ряд концертных, праздничных и конференц-залов, а также ресторан, который с 2008 года известен как Grill Del Mundo. Во время ремонта была оборудована студия звукозаписи на базе оборудования Pro Tools, которая позволяет записывать живые выступления сразу с нескольких сцен. С момента открытия в 2003 году SAMI проводит в этом здании концертные и конференц-залы, а также работает ресторан.
1 марта 2010 года SAMI объявила, что прекращает свою деятельность в Stora Teatern из-за плохого финансового положения. С 1 апреля 2011 года Управление культуры в Гётеборге поручило Higab вести дальнейшие операции с театральной недвижимостью.
С 21 декабря 1973 года здание Stora Teatern было объявлено национальным памятником архитектуры.